# Santa Coloma de Montoriol de les Illes
Santa Coloma de Montoriol de les Illes, o modernament Santa Coloma de les Illes, és l'església romànica del poble de Santa Coloma de les Illes, o Montoriol de les Illes, de la comuna rossellonesa de Queixàs, als Aspres (Catalunya Nord).
Està situada en el sector més al nord del terme comunal al qual pertany, a prop del termenal amb Casafabre i Cameles.
L'església és 825 metres en línia recta al sud del poble, enlairada en un coster de l'esquerra del Còrrec de l'Església, uns 55 metres més amunt, respecte del poble.
És un petit edifici romànic, originalment de nau única, desdoblada en una segona de paral·lela en el decurs del segle xiv o del xv. L'església és rematada per un petit campanar d'espadanya de dues obertures. La marededeu gòtica (del segle xiv) de Santa Coloma, en marbre, que s'hi venerava, fou robada fa alguns anys.

## Història
Aquesta església no està documentada abans del 1300, tot i que se sap que tenia categoria parroquial. El seu territori, però, consta en una donació del 1267.

## L'edifici
És un petit edifici romànic molt alterat amb el pas dels segles. La nau romànica perdé la capçalera, i hi fou afegida als segles xiv-xv una segona nau en el costat nord. La porta de mig punt, igualment romànica, és a la façana de migdia, mentre que damunt del mur de ponent es dreça un campanar d'espadanya de dos ulls.